# Stadtcasino
Lo Stadtcasino è una sala concerti della città svizzera di Basilea. L'edificio si trova nel centro dell'area metropolitana di Basilea, in Barfüsserplatz. La sala più grande, la Musiksaal, risalente al 1876 e con 1500 posti a sedere, è rinomata a livello internazionale per la sua eccellente acustica ed è la sede dell'Orchestra sinfonica di Basilea. 

## Storia
Gli inizi dello Stadtcasino risalgono al 1808, quando la Società Generale di Lettura di Basilea affittò l'attuale Reinacherhof per riunioni di discussione e gioco. Con il rapido aumento dei soci, nel 1820, nell'ambito del Festival musicale svizzero di Basilea, fu costituita una commissione provvisoria per la costruzione di una casa sociale, che incaricò il giovane architetto Melchior Berri di progettare l'edificio. Nel 1822 iniziarono i lavori di costruzione su un terreno nel centro della città, vicino alla Barfüsserplatz.

La Società del Casinò di Basilea fu fondata ufficialmente il 16 febbraio 1824. Lo Stadtcasino fu messo in funzione nel 1826. La grande sala da concerto, che è il motivo principale dell'attuale importanza dello Stadtcasino, non faceva parte dell'edificio Berri, ma fu aggiunta nel 1876. L'architetto della sala da concerto fu Johann Jakob Stehlin. La linea di costruzione dello Stadtcasino corrispondeva alle mura interne della città, che furono demolite nel 1821, e lo stretto passaggio originario tra la Steinenvorstadt e la Barfüsserplatz sostituì l'Eselstürlein.

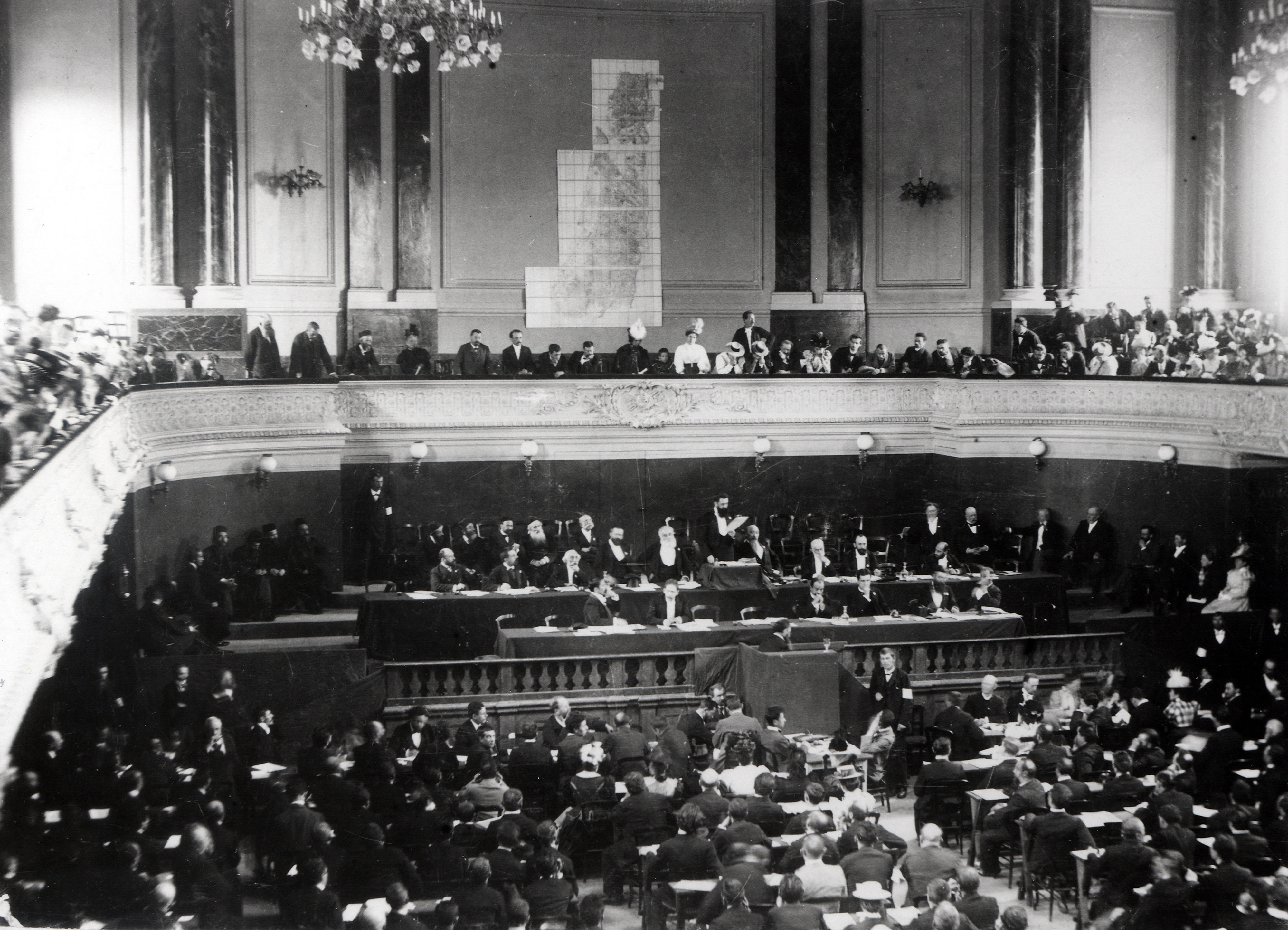
Theodor Herzl durante il primo congresso sionista del 1897 nella sala principale dello Stadtcasino.

Nel 1897, il primo congresso sionista si tenne nella Music Hall sotto la guida di Theodor Herzl. È qui che Herzl a volte redige e annuncia il suo "Programma di Basilea", in cui delinea i passi politici per la creazione di uno Stato ebraico. Fino alla creazione dello Stato di Israele nel 1948, il Congresso si è tenuto in totale dieci volte nella sede di Basilea, più che in qualsiasi altra città o luogo del mondo.
Nel 1976 è stata effettuata una ristrutturazione completa del casinò municipale. Negli anni 2000, poiché l'edificio non era più in grado di soddisfare le esigenze future sotto vari aspetti, la società del casinò ha indetto un concorso per un nuovo progetto edilizio tra il 2000 e il 2007, vinto dalla star dell'architettura anglo-irachena Zaha Hadid. Sebbene il progetto sia stato ampiamente sostenuto negli ambienti politici e culturali e gran parte del finanziamento sia stato coperto da donazioni private, è stato respinto nella votazione popolare del 17 giugno 2007. Uno studio successivo sul comportamento di voto ha rivelato che molti oppositori hanno riconosciuto la qualità architettonica del progetto. Il motivo principale del rifiuto era che il cubo dell'edificio era molto più grande dell'edificio esistente, rendendo il progetto troppo dominante su Barfüsserplatz. 
Dal 2016 al 2020, l'edificio è stato trasformato e ampliato secondo i piani dello studio di architettura Herzog & de Meuron di Basilea.